# 坂井市立春江東小学校
坂井市立春江東小学校（さかいしりつ はるえひがししょうがっこう）は、福井県坂井市春江町中筋にある公立小学校。当時約1,000名近くの児童を抱えるマンモス校であった近隣の坂井市立春江小学校の児童数適正化のために、2007年（平成19年）に新設された。

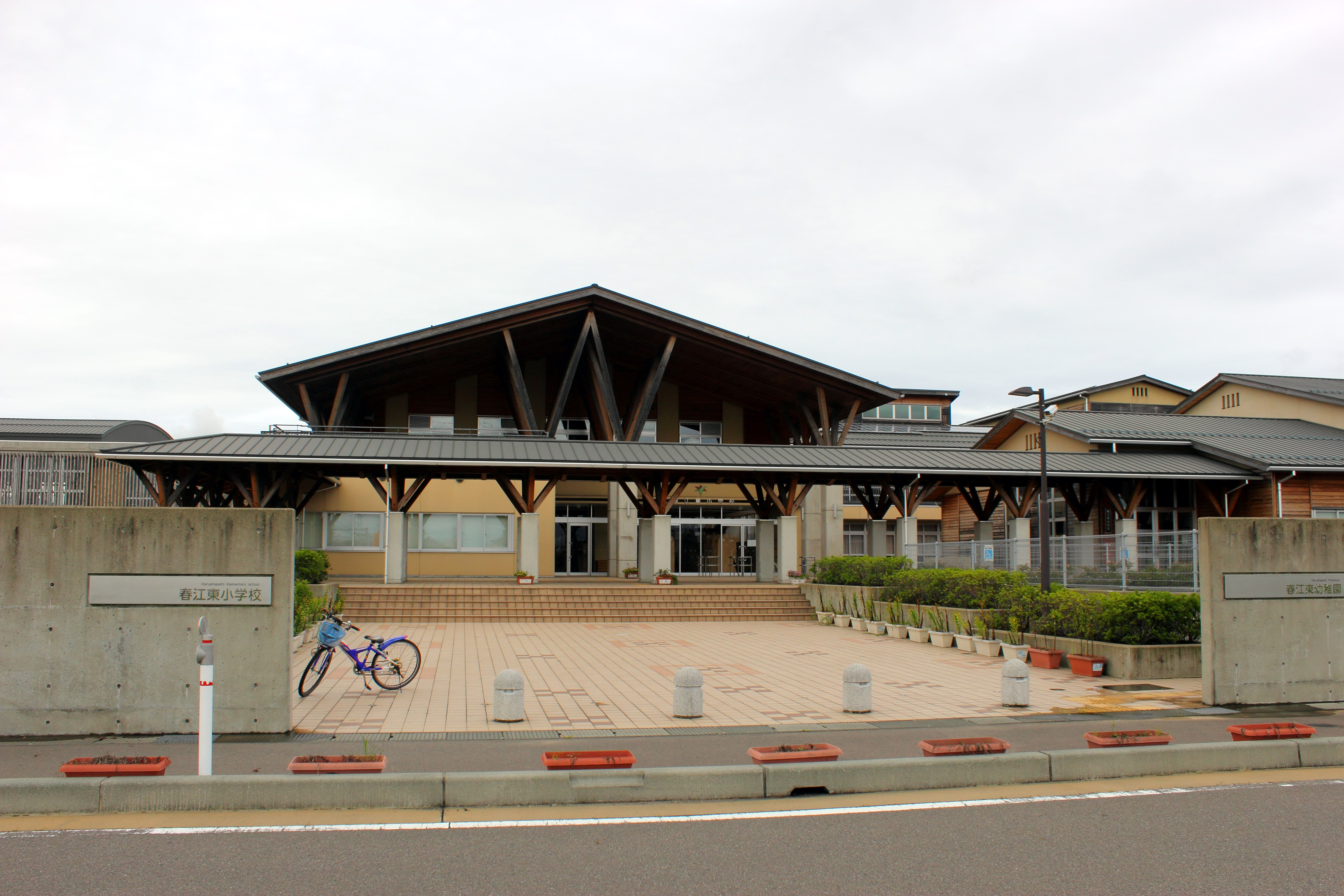
春江東小学校 正門

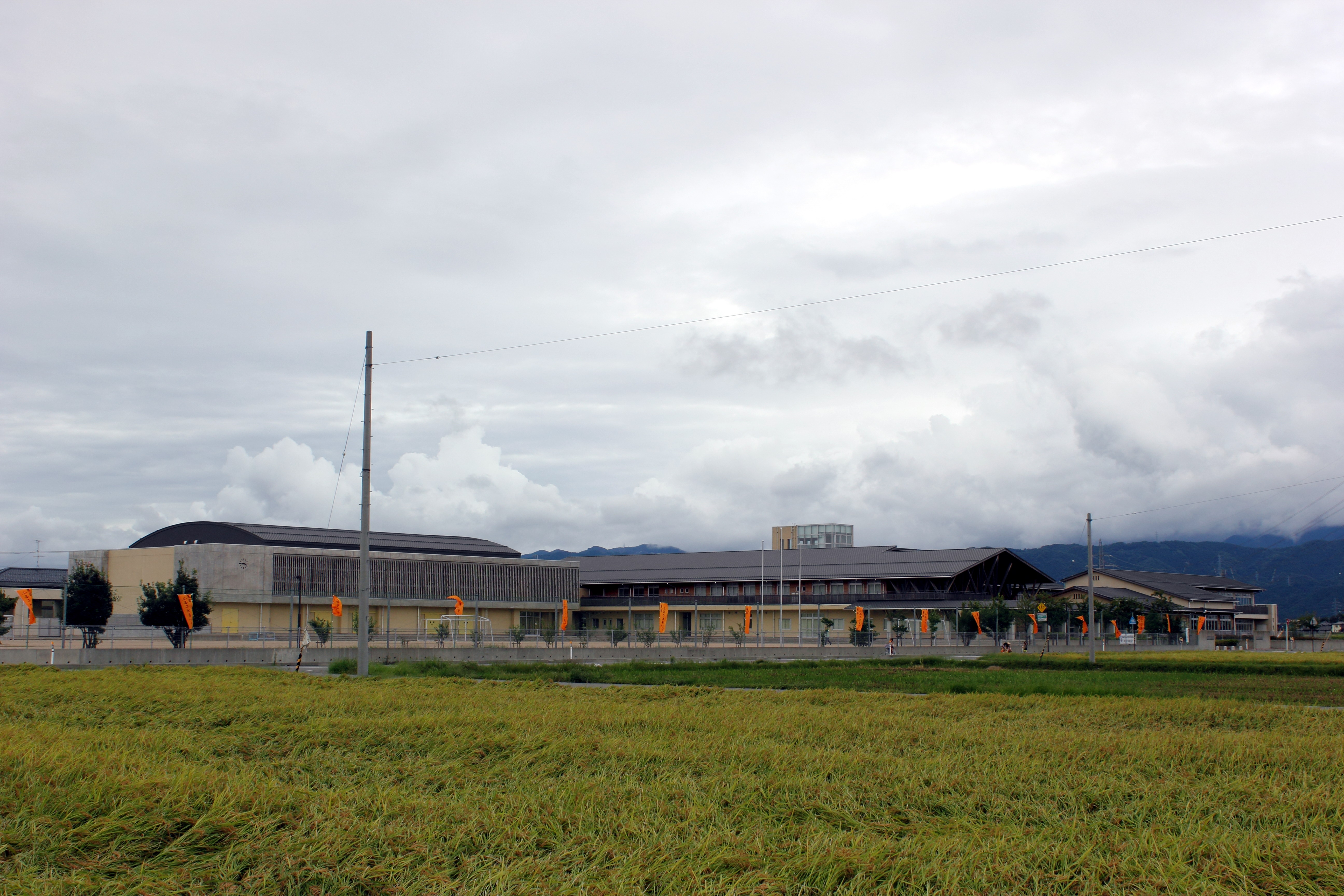
春江東小学校 遠望

## 沿革
- 2001年（平成13年）5月 - 春江小学校2校化構想懇談会。
- 2001年（平成13年）7月 - 春江小学校分離新設校検討委員会設置。
- 2003年（平成15年）4月 - 建設地を中筋地籍に決定。
- 2004年（平成16年）3月 - 建設プロポーザル審査・決定。
- 2004年（平成16年）7月 - 建設基本計画説明会。
- 2004年（平成16年）12月 - 基本設計確定。
- 2005年（平成17年）9月 - 校舎建設工事着工。
- 2005年（平成17年）10月 - 校名が「春江東小学校」に正式決定。
- 2006年（平成18年）2月 - 校章決定。
- 2006年（平成18年）4月 - 体育館建設工事着工。
- 2006年（平成18年）8月 - プール建設工事、春江東幼稚園建設工事着工。
- 2006年（平成18年）10月 - 制服・体操服決定。
- 2007年（平成19年）3月28日 - 校舎・園舎竣工式。
- 2007年（平成19年）4月6日 - 坂井市立春江東小学校開校。
- 2007年（平成19年）6月1日 - グラウンド供用開始。
- 2007年（平成19年）6月20日 - 建設記念碑除幕式。
- 2009年（平成21年）8月25日 - 校木「くすの木」植樹。

## 通学区域
- 石仏・いちい野・いちい野北・いちい野中央・中筋・中筋西・中筋東・中筋駅前・中筋三ツ屋・中筋北浦南・中筋北浦北・中筋大手・正蓮花（4字の一部を除く）・寄安・寄安金戸・定重[1]

## 進学先中学校
- 坂井市立春江中学校[1]

## 学校周辺
- 坂井市立春江東幼稚園
- 春江東保育所
- 春江東公民館

## アクセス
- ハピラインふくい線 春江駅から徒歩5分
- 京福バス
  - 31 丸岡線（明道中学校前・森田経由）「定重」下車。
  - 32 丸岡線（町屋町・森田経由）「定重」下車。
- 坂井市コミュニティバス「ぐるっと坂井」
  - 7系統「春江北部東部ルート」で「春江東小口」下車すぐ。